# Dolichomitus cuspidatus
Dolichomitus cuspidatus är en stekelart som beskrevs av Henry Keith Townes, Jr. 1960. Dolichomitus cuspidatus ingår i släktet Dolichomitus och familjen brokparasitsteklar. Inga underarter finns listade i Catalogue of Life.